# فرنسيس كامبل
فرنسيس كامبل (بالإنجليزية: Francis Campbell)‏ (20 أبريل 1867 في أستراليا - 14 مايو 1929 في أستراليا) هو لاعب كريكت أسترالي. لعب مع فريق تسمانيا للكريكت.

## وصلات خارجية
- فرنسيس كامبل على موقع إي آس بي آن كريك إنفو (الإنجليزية)